# Matthew Benjamin
Matthew Benjamin (* 22. September 1977) ist ein ehemaliger walisischer Squashspieler.

## Karriere
Matthew Benjamin war in den 1990er-Jahren als Squashspieler aktiv und erreichte bei den Japan Open 1997 sein einziges Finale auf der PSA World Tour. Mit der walisischen Nationalmannschaft nahm er 1996 am WSF World Cup und 1997 an der Weltmeisterschaft teil. Bei Europameisterschaften stand er 1997 und 1999 im walisischen Kader und wurde 1997 mit der Mannschaft Vizeeuropameister. Bei den Commonwealth Games 1998 erreichte Benjamin im Einzel die zweite Runde, in der er Martin Heath unterlag, im Doppel schied er mit Gareth Davies in der Gruppenphase aus. Im selben Jahr wurde Benjamin nach einer Finalniederlage gegen David Evans walisischer Vizemeister.

## Erfolge
- Vizeeuropameister mit der Mannschaft: 1997
- Walisischer Vizemeister: 1998